# Jundiaí
Jundiaí és un municipi brasiler de l'estat de São Paulo. Es localitza en la latitud 23º 11'11" Sud i en la longitud 46º 53'03" Oest, a una altitud de 761 metres sobre el nivell del mar. Separada a uns 50 km de la capital de l'Estat. La seva població estimada el 2004 era de 410.907 habitants. Posseeix una àrea de 431,9 km²;.

## Evolució econòmica i poblacional
Gràcies a la constant recerca de millors condicions de vida i d'ocupació per part dels habitants de São Paulo, Jundiaí ve presentant un alt creixement poblacional. Considerada una regió pròspera, Jundiaí ocupa el 8è lloc en el PIB de l'estat, a més de ser una de les principals ciutats brasileres.
Està enclavada entre la Regió Metropolitana de São Paulo i la Regió Metropolitana de Campinas. L'aglomeració urbana de Jundiaí està composta pels municípios de Cabreúva, Campo Limpo Paulista, Itupeva, Jarinu, Jundiaí, Louveira i Várzea Paulista, i té al voltant de 605.000 habitants.
Regions pròximes a Jundiaí són considerades entre les més grans de l'estat, són elles: São Paulo, Campinas, Sorocaba, São José Dos Camps i Santos, poblacions que juntes a Jundiaí sobrepassen els 29.000.000 d'habitants, més del 80% de la població de tot l'estat.
Segons òrgans d'investigació del Brasil, notant el ràpid i important creixement habitacional de Jundiaí i regió i gràcies a la forta influència de les ciutats citades a dalt, entre els anys 2020 i 2025, Jundiaí constituirà una metròpoli estatal, sobrepassant el milió d'habitants només a la ciutat, amb un altre 1.000.000 d'hab. a tota la regió, destacant-se per la bona qualitat de vida que la ciutat ofereix.
Com tota ciutat de gran, malgrat els aspectes positius, Jundiaí presenta índexs negatius com la violència, problemes en el sector salut i trànsit que venen creixent dràsticament. La ciutat ha vingut sofrint canvis substancials amb obres de construcció com l'aeroport, avingudes i carreteres, terminals d'òmnibus, etc.
La Serra do Japi, situada al sud-est de la ciutat, és una gran reserva ambiental, amb una de les majors àrees forestals intactes en l'Estat de São Paulo.
És coneguda també com la Terra del Raïm a causa de la seva tradició en el cultiu d'aquesta fruita, implantada a la ciutat principalment per la immigració italiana.
El seu principal riu és el Jundiaí, que s'afavoreix amb noves polítiques de netedat i drenatge per part de l'ajuntament.
La CPTM o Companyia Paulista de Trens Metropolitans transporta diàriament prop de 300 mil persones en la línia A Jundiaí - Estació da Luz.
El municipi té una flota superior als 200.000 vehicles.

## Història
La inauguració d'una capella dedicada a Nostra Senyora del desterrament, l'any de 1651, va marcar l'inici del reconeixement del poblat de Jundiaí, elevada a la categoria de vila quatre anys més tard.
El 1655 Jundiaí marcava el límit nord del poblament de la capitania de São Vicente. Aquest poblament estava demarcat en dos rumbs principals: un amb Jundiaí cap a l'est, cobrint la zona muntanyosa banyada pel rio Atibaia, i un altre des de Jundiaí cap al nord, assolint la vall del riu Mojiguaçu. En el primer cas, va sorgir la fundació del poblat d'Atibaia en la Hisenda de São João per Jerônimo De Camargo, just on es van establir el 1655 els indis portats del sertón pel pare Mateus Nunes De Siqueira, poblat que va passar a ser capella el 1680. I, a prop de 1676, la població de Nazaré. Després del descobriment de les mines de Goiás el segle Xviii es va definir el traçat del «camí dels Guaiazes», partint de Jundiaí i passant els poblats de Mojimirim i Mojiguaçu, amb rumb al nord-oest per àrees, que més tard formarien el sud de Mines Gerais.
El dia 28 de març de 1865, Jundiaí va ser elevada a la categoria de ciutat.
L'aniversari de la ciutat és commemorat el 14 de desembre, data en la qual va ser elevada a la categoria de vila. El 2005 va ser aprovada una esmena que va decretar festiu municipal aquest dia, commemorant-se a partir de 2006.
En les dècades següents, la ciutat es va convertir en una àrea estratègica d'encreuaments ferroviaris, la qual cosa va possibilitar la immigració d'anglesos, espanyols i italians, motivats per incentius governamentals, que tractaven de substituir la mà d'obra esclava.
En les últimes dècades del Segle XIX Jundiaí es destaca com important centre productor de cafè i a partir de 1890 la ciutat rep una gran massa d'immigrants italians, la influència de la qual acaba marcant la vida a la ciutat.
La primera meitat del Segle XX Jundiaí descobreix la seva vocació industrial, el que manté fins avui, ja que la ciutat té un dels majors parcs industrials d'Amèrica Llatina.
Jundiai es destaca a més en el desenvolupament de les àrees cultural, educacional, tecnològica i ambiental.
La indústria del lleure està incrementant l'economia de la ciutat, amb la instal·lació de parcs temàtics que atreu turistes i genera ocupacions.

## Geografia

### Demografia
Dades del Cens -2000
Población total: 323.397
- Urbana: 300.207
- Rural: 23.190

- Homes: 158.591
- Dones: 164.806

Densitat demogràfica (hab./km²;): 748,78
Mortalitat infantil fins a 1 any (per mil): 11,19
Esperança de vida (anys): 73,94
Taxa de fecunditat (fills per dona): 1,96
Taxa d'alfabetització: 94,99%

### Límits polítics
La ciutat limita amb els següents municipis;
- Várzea Paulista;
- Campo Limpo Paulista;
- Franco da Rocha;
- Cajamar;
- Pirapora do Bom Jesus;
- Cabreúva;
- Itupeva;
- Louveira;
- Vinhedo;
- Itatiba;
- Jarinu.

### Hidrografia
- riu jundiaí

### Transport
- Aeroport De Jundiaí (asfaltat)
- El municipi disposa de la línia A de la Companyia Paulista De Trens Metropolitans.
- Situ Sistema Integraddo De Transporte Urbano.

### Autopistes
- SP-300
- SP-330
- SP-332
- SP-348
- SP-360

### Connexions externes (en portuguès)
- Pàgina ajuntament
- Jundiaí - Portal Nosso São Paulo
- Jundiaí On Line
- Bairros de Jundiaí[Enllaç no actiu]
- Bom Dia Jundiaí - TV TEM Arxivat 2012-05-02 a Wayback Machine.
- Jornal de Jundiaí
- Jornal da Cidade
- Jornal Jundiaí Hoje Arxivat 2016-10-02 a Wayback Machine.
- Maxi Shopping Jundiaí
- Faculdade de Medicina de Jundiaí